# Stålskelett

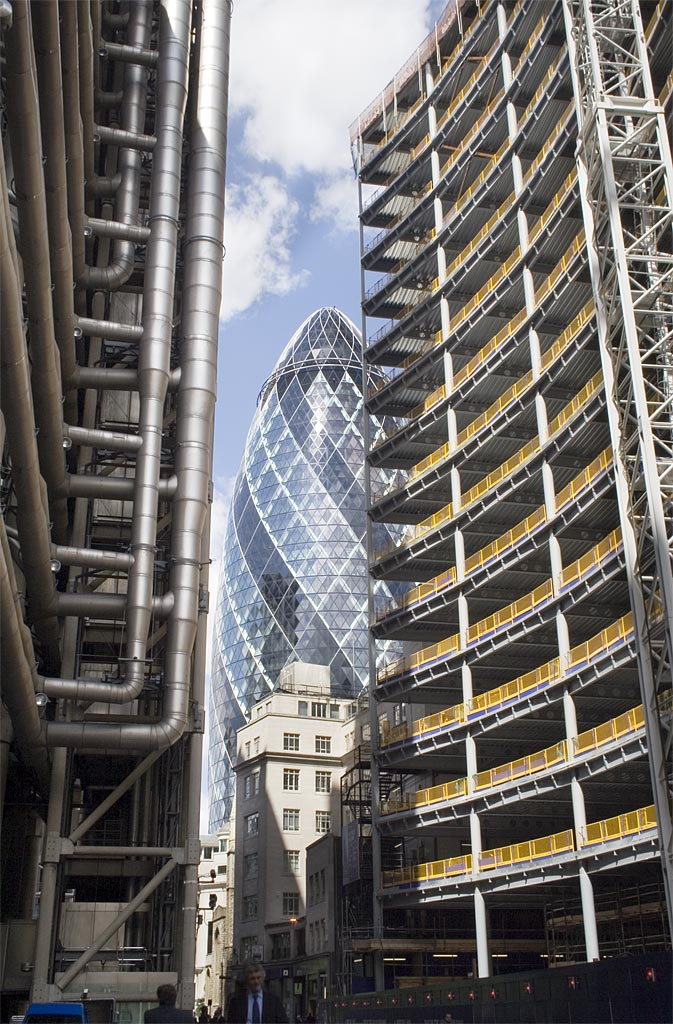
Två varianter av stålskelett i London. Till höger ett rektangulärt av typen "perimeterskelett". Till vänster ett med diagonalt galler.

Stålskelett är en byggnadsteknik baserad på byggen med stålbalkar. Dessa sätts samman till en skelettlik ram med vertikala pelare och horisontella I-balkar. Ramen bildar ett rektangulärt galler som tjänar som stöd för golven, taken och väggarna i en byggnad. Tekniken med stålskelett var en av förutsättningarna för utvecklingen av skyskrapor.

## Historik
Vissa hus använde sig tidigt av mer avgränsade bärande/stödjande byggnadsdelar med järnbalkar. Ett sådant var Ditherington Flax Mill, färdigställt 1797 i en förort till engelska Shrewsbury.
Användningen av stål för byggnadsändamål var länge begränsad. Bessemermetoden (1855) gjorde stålproduktionen mer effektiv, och billigt stål av hög kvalitet fanns att tillgå runt 1870. Smidesjärn och tackjärn täckte dock fortfarande det mesta av byggnadsbranschens järnrelaterade behov, främst beroende på svårigheten att tillverka stål av alkaliska malmer. Dessa problem, vilka i första hand var kopplade till förekomst av fosfor, löstes 1879 av den engelske uppfinnaren Sidney Gilchrist Thomas. Därför etablerades användningen av stål inom byggindustrin på allvar först runt 1880.
I USA var Rand McNally Building i Chicago (1890) den första byggnaden som konstruerades utifrån stålskelettsmetoden. Dessförinnan hade man redan 1885 låtit använda pelare av stål i bygget av Home Insurance Building.
Den första brittiska byggnaden som nyttjade den nya konstruktionsmetoden var Royal Insurance Building i Liverpool (1895–1903).